# Bauria
Bauria è un genere estinto di terapsidi, appartenente ai terocefali. Visse agli inizi del Triassico (circa 235 milioni di anni fa). I suoi resti sono stati rinvenuti in Sudafrica.

## Un terocefalo evoluto
Di forme decisamente snelle, il bauria era un rappresentante altamente specializzato di quel gruppo di animali noti come terocefali, che prosperarono tra il Permiano superiore e il Triassico inferiore, in particolar modo in Sudafrica. Il bauria, in particolare, apparteneva al gruppo dei bauriamorfi (Bauriamorpha), comprendente forme evolute e solitamente erbivore. La dentatura del bauria, in effetti, è quella di un animale erbivoro, con denti molariformi appiattiti nella parte posteriore di mandibola e mascella; i canini e gli incisivi, però, erano di forma appuntita e tradivano l'ascendenza predatoria. Probabilmente il bauria si nutriva di piccoli invertebrati e di vegetali.

## Simile ai mammiferi?
Alcune ricostruzioni mostrano il bauria come un animale simile a un grosso topo dalla coda corta, ricoperto di peli; in realtà non vi è nessuna prova che in vita l'animale possedesse una pelliccia. Nonostante fosse molto simile ai primi mammiferi, il bauria non è propriamente un loro antenato, ed è posto in un ramo laterale dell'evoluzione dei mammiferi. La specie più nota è Bauria cynops, ma altri fossili piuttosto famosi, appartenenti a esemplari giovanili e descritti in precedenza come Sesamodon browni, potrebbero appartenere a un'altra specie di bauria, B. browni.